# GNS3
Graphical Network Simulator-3 (GNS3) ist ein Emulator um Netzwerke zu simulieren. Die erste Version wurde 2008 veröffentlicht. Es können sowohl virtuelle als auch real existierende Geräte verwendet werden um komplexe Netzwerke zu simulieren. GNS3 nutzt Dynamips um Cisco IOS zu simulieren.
GNS3 wird von großen Firmen genutzt unter anderem Exxon, Walmart, AT&T und der NASA. Es ist auch beliebt für die Vorbereitung auf Netzwerkzertifikatsprüfungen. 2015 wurde die Software bereits 11 Millionen Mal runtergeladen.